# Micro-région de Csurgó
La micro-région de Csurgó (en hongrois : csurgói kistérség) est une micro-région statistique hongroise rassemblant plusieurs localités autour de Csurgó.